# Nora Abdelhamid
Nora Abdelhamid – egipska judoczka.
Trimfatorka igrzysk afrykańskich w 1995 i druga w 1999. Brązowa medalistka mistrzostw Afryki w 1998 roku.